# Temporada 1985-86 de Los Angeles Clippers
La temporada 1985-86 fue la segunda de los Clippers en la NBA en su nueva localización de Los Angeles, y la octava en el estado de California, tras moverse desde Búfalo (Nueva York), donde disputaron ocho temporadas con la denominación de los Buffalo Braves. La temporada regular acabó con 32 victorias y 50 derrotas, ocupando el décimo puesto de la conferencia Oeste, no logrando clasificarse para los playoffs.

## Elecciones en elDraft
| Ronda | Puesto | Jugador          | Posición  | Nacionalidad             | Universidad     |
| ----- | ------ | ---------------- | --------- | ------------------------ | --------------- |
| 1     | 3      | Benoit Benjamin  | Pívot     | Estados Unidos           | Creighton       |
| 3     | 52     | Anicet Lavodrama | Ala-Pívot | República Centroafricana | Houston Baptist |

## Temporada regular
| División Pacífico        | División Pacífico | División Pacífico | División Pacífico | División Pacífico | División Pacífico | División Pacífico | División Pacífico | División Pacífico |
| Equipo                   | G                 | P                 | %                 | PD                | Casa              | Fuera             | Div               |                   |
| ------------------------ | ----------------- | ----------------- | ----------------- | ----------------- | ----------------- | ----------------- | ----------------- | ----------------- |
| y-Los Angeles Lakers     | 62                | 20                | .756              | –                 | 35–6              | 27–14             | 23–7              |                   |
| x-Portland Trail Blazers | 40                | 42                | .488              | 22                | 27–14             | 13–28             | 18–12             |                   |
| Phoenix Suns             | 32                | 50                | .390              | 30                | 23–18             | 9–32              | 16–14             |                   |
| Los Angeles Clippers     | 32                | 50                | .390              | 30                | 22–19             | 10–31             | 10–20             |                   |
| Seattle SuperSonics      | 31                | 51                | .378              | 31                | 24–17             | 7–34              | 11–19             |                   |
| Golden State Warriors    | 30                | 52                | .366              | 32                | 24–17             | 6–35              | 12–18             |                   |

## Estadísticas
| Rk | Jugador           | Edad | P  | PT | MP   | TC  | TCI  | %TC  | T3  | T3I | %T3  | TL  | TLI | %TL  | RO  | RD  | RT  | AS  | RB  | TAP | BP  | FP  | PTS  |
| -- | ----------------- | ---- | -- | -- | ---- | --- | ---- | ---- | --- | --- | ---- | --- | --- | ---- | --- | --- | --- | --- | --- | --- | --- | --- | ---- |
| 1  | Marques Johnson   | 29   | 75 | 75 | 34.7 | 8.2 | 16.0 | .510 | 0.0 | 0.2 | .067 | 4.0 | 5.2 | .760 | 2.1 | 3.5 | 5.5 | 3.8 | 1.4 | 0.7 | 2.4 | 2.9 | 20.3 |
| 2  | Cedric Maxwell    | 30   | 76 | 72 | 32.3 | 4.1 | 8.7  | .475 | 0.0 | 0.0 | .000 | 5.9 | 7.4 | .795 | 3.2 | 5.0 | 8.2 | 2.8 | 0.8 | 0.4 | 2.7 | 3.3 | 14.1 |
| 3  | Norm Nixon        | 30   | 67 | 62 | 31.9 | 6.0 | 13.7 | .438 | 0.6 | 1.8 | .347 | 2.0 | 2.4 | .809 | 0.7 | 2.0 | 2.7 | 8.6 | 1.3 | 0.0 | 2.8 | 2.1 | 14.6 |
| 4  | James Donaldson   | 28   | 14 | 14 | 31.5 | 3.1 | 6.0  | .512 | 0.0 | 0.0 |      | 4.1 | 5.0 | .814 | 2.0 | 7.4 | 9.4 | 0.9 | 0.4 | 2.1 | 2.7 | 2.4 | 10.2 |
| 5  | Derek Smith       | 24   | 11 | 9  | 30.8 | 9.1 | 16.5 | .552 | 0.1 | 0.2 | .500 | 5.3 | 7.6 | .690 | 1.8 | 1.9 | 3.7 | 2.8 | 0.8 | 1.2 | 3.0 | 3.2 | 23.5 |
| 6  | Kurt Nimphius     | 27   | 67 | 62 | 29.0 | 4.7 | 9.3  | .505 | 0.0 | 0.0 | .000 | 2.6 | 3.5 | .760 | 1.9 | 3.9 | 5.9 | 0.7 | 0.4 | 1.4 | 1.6 | 3.4 | 12.0 |
| 7  | Benoit Benjamin   | 21   | 79 | 37 | 26.4 | 4.1 | 8.4  | .490 | 0.0 | 0.0 | .333 | 2.9 | 3.9 | .746 | 2.0 | 5.6 | 7.6 | 1.0 | 0.8 | 2.6 | 1.8 | 3.6 | 11.1 |
| 8  | Rory White        | 26   | 75 | 30 | 23.5 | 4.7 | 9.1  | .519 | 0.0 | 0.1 | .111 | 2.2 | 3.0 | .739 | 1.1 | 1.3 | 2.4 | 1.0 | 1.0 | 0.1 | 1.3 | 2.1 | 11.7 |
| 9  | Franklin Edwards  | 26   | 73 | 19 | 20.4 | 3.6 | 7.9  | .454 | 0.0 | 0.1 | .111 | 1.8 | 2.1 | .874 | 0.3 | 0.8 | 1.2 | 3.5 | 1.2 | 0.1 | 1.9 | 1.2 | 9.0  |
| 10 | Michael Cage      | 24   | 78 | 12 | 20.1 | 2.6 | 5.5  | .479 | 0.0 | 0.0 | .000 | 1.4 | 2.2 | .649 | 2.2 | 3.2 | 5.3 | 1.0 | 0.8 | 0.4 | 1.4 | 2.3 | 6.7  |
| 11 | Junior Bridgeman  | 32   | 58 | 14 | 20.0 | 3.4 | 7.8  | .441 | 0.1 | 0.3 | .333 | 1.8 | 2.1 | .891 | 0.5 | 1.6 | 2.1 | 1.9 | 0.5 | 0.1 | 1.2 | 1.4 | 8.8  |
| 12 | Jamaal Wilkes     | 32   | 13 | 1  | 15.0 | 2.0 | 5.0  | .400 | 0.1 | 0.2 | .333 | 1.7 | 2.1 | .815 | 1.0 | 1.2 | 2.2 | 1.2 | 0.5 | 0.2 | 1.2 | 1.5 | 5.8  |
| 13 | Darnell Valentine | 26   | 34 | 2  | 14.2 | 2.0 | 5.4  | .379 | 0.1 | 0.3 | .273 | 1.7 | 2.2 | .787 | 0.4 | 1.2 | 1.6 | 3.1 | 0.7 | 0.0 | 1.7 | 1.3 | 5.9  |
| 14 | Lancaster Gordon  | 23   | 60 | 1  | 11.7 | 2.2 | 5.8  | .377 | 0.1 | 0.5 | .250 | 0.8 | 0.9 | .804 | 0.4 | 0.7 | 1.1 | 1.0 | 0.6 | 0.2 | 1.0 | 1.5 | 5.2  |
| 15 | Jim Thomas        | 25   | 6  | 0  | 11.5 | 1.0 | 2.5  | .400 | 0.0 | 0.0 |      | 0.2 | 0.3 | .500 | 0.5 | 0.8 | 1.3 | 2.0 | 0.8 | 0.2 | 1.5 | 2.0 | 2.2  |
| 16 | Wallace Bryant    | 26   | 8  | 0  | 8.0  | 0.5 | 2.3  | .222 | 0.0 | 0.0 |      | 0.6 | 1.0 | .625 | 1.0 | 1.5 | 2.5 | 0.5 | 0.3 | 0.4 | 0.3 | 1.5 | 1.6  |
| 17 | Jay Murphy        | 23   | 14 | 0  | 7.1  | 1.1 | 3.2  | .356 | 0.0 | 0.1 | .000 | 0.6 | 1.0 | .643 | 0.5 | 0.6 | 1.1 | 0.2 | 0.3 | 0.2 | 0.4 | 0.9 | 2.9  |
| 18 | Jeff Cross        | 24   | 21 | 0  | 6.1  | 0.3 | 1.1  | .250 | 0.0 | 0.0 |      | 0.7 | 1.2 | .560 | 0.4 | 1.0 | 1.4 | 0.0 | 0.1 | 0.1 | 0.3 | 1.8 | 1.2  |
| 19 | Ozell Jones       | 25   | 3  | 0  | 6.0  | 0.0 | 0.7  | .000 | 0.0 | 0.0 |      | 0.0 | 0.0 |      | 0.0 | 0.7 | 0.7 | 0.0 | 0.7 | 0.3 | 1.0 | 1.7 | 0.0  |

## Galardones y récords
| Jugador         | Galardón |
| Marques Johnson | All-Star |